# Sunn O)))
Sunn O))) (đôi khi được viết là Sunn 0))), phát âm là sun /sʌn/) là một ban nhạc drone metal người Mỹ từ Seattle, Washington thành lập năm 1998. Ban nhạc kết hợp nhiều thể loại nhạc đa dạng như drone, ambient, noise, extreme metal, họ cũng được biết tới với âm lượng nhạc khi biểu diễn rất lớn. Dù hợp tác với nhiều nhạc công khác nhau, ban nhạc được hình thành bởi hai thành viên cốt lõi: Stephen O'Malley và Greg Anderson.

## Đĩa nhạc

### Album phòng thu
- ØØ Void (CD 2000, 2xLP 2003, 2xCD 2008, 2xLP & CD 2011, 2xCD 2012)
- Flight of the Behemoth (CD & 2xLP 2002, 2xCD 2007)
- White1 (2xLP & CD 2003, 2xCD 2007, CD 2013)
- White2 (2xLP & CD 2004, 2xCD 2007)
- Black One (CD, 2xLP & 2xCD 2005, 2xLP 2006, 2xCD 2007, 2xLP 2013)
- Monoliths & Dimensions (2xLP & CD 2009)
- Kannon (2015)

### Demo
- The Grimmrobe Demos (CD 1999, CD 2000, 2xLP 2003, 2xLP & CD 2005, 2xCD 2007, 2xLP 2008)
- Rehearsal Demo Nov 11 2011 (LP 2012)
- LA Reh 012 (LP 2014)

### EP
- Veils It White (12" 2003)
- Cro-Monolithic Remixes for an Iron Age (12" 2004)
- Candlewolf of the Golden Chalice (LP 2005)
- Oracle (LP, CD & 2xCD 2007, LP & CD 2009)

### Album trực tiếp
- Live White (CDr & 2xCDr 2004)
- The Libations of Samhain (AKA: LXNDXN Subcamden Underworld Hallo'Ween 2003) (CD 2003)
- Live Action Sampler (promotional mix) (2xCD 2004)
- La Mort Noir dans Esch/Alzette (limited to 1000 machine-numbered copies, sold on 2006 tour) (CD 2006)
- Dømkirke (2xLP 2008)
- (初心) Grimmrobes Live 101008 (sold on 2009 World tour) (Cassette 2009)
- Live At Primavera Sound Festival 2009 On WFMU (Digital file 2009)
- Agharti Live 09-10 (only sold via Southern Lord Subscription series, Roadburn 2011, and the Power of the Riff festival) (LP+7" 2011, Digital file 2011)

### Album kết hợp và cộng tác
- Angel Coma (limited edition split LP single with Earth) (LP 2006)
- Altar (collaboration with Boris) (CD & 2xCD ltd. 5000 2006, 3xLP & 2xCD 2007, CD 2010, CD 2012)
- "Che" (with Pan Sonic và Joe Preston (bassist)) (12" EP 2008)
- Sunn O))) Meets Nurse With Wound: The Iron Soul Of Nothing (2xLP & 2xLP+CDr 2011)
- Terrestrials (collaboration with Ulver) (LP, CD, 2xCD, Digital file 2014)
- Soused (collaboration with Scott Walker)[3] (2xLP & CD 2014)

### Đĩa đơn
- "The Horn and the Spear" (EMS remix) (Digital file 2004)

### Boxed sets
- WHITEbox (boxed-set reissue of White albums, limited to 450 copies, with both versions of the song "DECAY" and bonus track "CUT WOODeD") (4xLP 2006)

### Compilation-only tracks
- "B/P Simple" from the Jukebox Buddha (CD 2006)
- "Isengard (Chopped/Screwed)" from the Southern Lord: Resurrection (LP 2010)